# Windows Photo Viewer
Windows Photo Viewer là một trình xem ảnh được phát triển bởi Microsoft được đi kèm với hệ điều hành Windows 7 và Windows 8. Nó cũng được đi kèm với Windows XP và Windows Server 2003 với tên Trình Xem Ảnh và Fax Windows (tiếng Anh: Windows Picture and Fax Viewer). Nó đã được thay thế tạm thời bởi Windows Photo Gallery trong Windows Vista, nhưng lại được trở lại trên Windows 7. Chương trình này thay thế cho Imaging for Windows.
Windows Photo Viewer có thể mở các hình ảnh, hiển thị nhiều bức ảnh trong một thư mục theo dạng trình chiếu, xoay hình ảnh theo chiều 90°, in chúng trực tiếp thông qua một dịch vụ in trực tuyến, gửi chúng qua e-mail hoặc ghi chúng vào một chiếc đĩa quang. Windows Photo Viewer hỗ trợ nhiều định dạng hình ảnh như BMP, JPEG, JPEG XR (trước kia là HD Photo), PNG, ICO, GIF và TIFF.

## Lịch sử
So sánh với phiên bản trước (Windows Fax and Picture Viewer), phiên bản này đã có một vài thay đổi. Thay đổi đầu tiên và dễ nhận thấy nhất là giao diện người dùng đồ hoạ. Thay đổi thứ hai là định dạng tệp hỗ trợ: Mặc dù định dạng ảnh động GIF được hỗ trợ trong Windows Picture and Fax Viewer, chúng không còn được hỗ trợ trong Windows Photo Viewer nữa. Bắt đầu từ Windows Vista, Microsoft loại bỏ hỗ trợ định dạng tệp này và chuyển việc hiển thị chúng cho Internet Explorer. Windows Picture and Fax Viewer cũng có khả năng xem tệp TIFF nhiều trang, (ngoại trừ những ảnh được nén JPEG) as well as annotating the TIFF files. Windows Photo Viewer, mặt khác, đã hỗ trợ định dạng JPEG XR và ICC profile.
Mặc dù Windows Photo Gallery không được đi kèm với Windows 7, nó vẫn có ảnh hưởng đến Windows Photo Viewer: Trong khi Windows Picture and Fax Viewer sử dụng GDI+, Windows Photo Viewer và Windows Photo Gallery đều sử dụng Windows Imaging Component (WIC) và cả hai đều được hưởng lợi thế từ Windows Display Driver Model.
Trên Windows 10, Windows Photo Viewer bị ẩn và chỉ hỗ trợ 2 định dạng ảnh là *TIF và *TIFF theo mặc định. Người dùng có thể lấy lại Windows Photo Viewer trên Windows 10 bằng cách chỉnh sửa registry.

## Vấn đề
Giao diện người dùng có bao gồm các nút để xoay ảnh xuôi và ngước chiều kim đồng hồ (phím tắt tương ứng là Ctrl++ và Ctrl+-). Nhẫn những nút này sẽ ghi đè thông tin của tệp ảnh (thay đổi ngày tháng của nó và cả dữ liệu EXIF) mà không có cảnh báo và không có lựa chọn để "hoàn tác". Nếu như được thực hiện trên một tệp ảnh thiết bị riêng biệt (VD: một tệp ảnh trên thẻ nhớ của một máy ảnh kỹ thuật số), tệp mới sẽ có thể không mở được trên thiết bị đó (VD: do thiếu hình thu nhỏ đính kèm).
Ở một vài hệ thống, thanh cuốn sẽ không hiển thị, hoặc khi hành động phóng to đang được thực hiện (VD: dùng con lăn chuột), không hành dộng lăn lên hoặc xuống nào sẽ có thể thực hiện (thay vào đó. ảnh có thể được kéo).